# Neoepiscardia catharinae
Neoepiscardia catharinae är en fjärilsart som beskrevs av László Anthony Gozmány. Neoepiscardia catharinae ingår i släktet Neoepiscardia och familjen äkta malar. Inga underarter finns listade i Catalogue of Life.